# Eddie Jemison
Edward Francis Jemison, Jr. (Nueva Orleans, 25 de noviembre de 1963) es un actor estadounidense, reconocido por sus papeles en las películas de Ocean's Eleven y en las series Hung y iZombie.

## Vida y carrera
Jemison nació en Nueva Orleans, hijo de Rosalie y Edward Jemison. Posee ascendencia irlandesa e italiana. Fue criado en Kenner, Luisiana y asistió a la secundaria católica Archbishop Rummel. Se graduó en la Universidad Estatal de Luisiana.
Inició su carrera en el cine en 1996 en la película Schizopolis, donde realizó un papel menor. Obtuvo reconocimiento internacional con su papel de Livingston Dell en la película Ocean's Eleven de 2001, donde compartió elenco con destacadas estrellas de Hollywood como Brad Pitt, George Clooney, Julia Roberts, Matt Damon y Andy García. En 2004 apareció en la película The Punisher, interpretando a Mickey Duda. A partir de entonces ha aparecido en varias producciones, incluyendo las secuelas de la trilogía Ocean's Eleven. Ha actuado además en producciones teatrales y de televisión.

## Filmografía

### Cine
| Año  | Título                                  | Papel            | Notas         |
| ---- | --------------------------------------- | ---------------- | ------------- |
| 1996 | Schizopolis                             |                  | No acreditado |
| 2001 | Ocean's Eleven                          | Livingston Dell  |               |
| 2003 | Bruce Almighty                          | Bobby            |               |
| 2004 | The Punisher                            | Mickey Duka      |               |
| 2004 | Ocean's Twelve                          | Livingston Dell  |               |
| 2006 | Rampage: The Hillside Strangler Murders | Kantor           |               |
| 2007 | Waitress                                | Ogie Anhorn      |               |
| 2007 | Ocean's Thirteen                        | Livingston Dell  |               |
| 2007 | On the Doll                             | Sr. Garrett      |               |
| 2009 | Ingenious                               | Bean             |               |
| 2009 | Bob Funk                                | Ron Funk         |               |
| 2009 | The Informant!                          | Kirk Schmidt     |               |
| 2010 | Swishbucklers                           | Ira              |               |
| 2010 | Miss Nobody                             | Joshua Nether    |               |
| 2013 | Coffee, Kill Boss                       | Henry Wood       |               |
| 2013 | All American Christmas Carol            | Bob              |               |
| 2013 | King of Herrings                        | Ditch            |               |
| 2014 | Veronica Mars                           | JC Borden        |               |
| 2015 | June                                    | Victor Emmanuel  |               |
| 2015 | The Better Half                         | Dr. Goodbody     |               |
| 2017 | Englishman in L.A: The Movie            | William Wily     |               |
| 2017 | Amelia 2.0                              | Max Parker       |               |
| 2017 | WTF: World Thumbwrestling Federation    | Pinkus Zilberger |               |
| 2017 | High & Outside                          | Sal              |               |
| 2017 | Burning Dog                             | Eddie            |               |

### Televisión
| Año       | Título                                        | Papel            | Notas                                                                    |
| --------- | --------------------------------------------- | ---------------- | ------------------------------------------------------------------------ |
| 1995      | Late Show with David Letterman: Video Special | Hal Gurnee       | Telefilme                                                                |
| 1996      | Early Edition                                 | Bystander        | "The Choice"                                                             |
| 1998      | March in Windy City                           | Alex             | Telefilme                                                                |
| 2002      | CSI: Crime Scene Investigation                | Vincent          | "Chasing the Bus"                                                        |
| 2003      | Strong Medicine                               | Walter Shenckman | "Breathing Lessons"                                                      |
| 2003      | CSI: Miami                                    | Parker Boyd      | "Dead Woman Walking"                                                     |
| 2004      | Judging Amy                                   | Colton Gerard    | "Consent"                                                                |
| 2004      | CSI: Crime Scene Investigation                | Mr. Dorsey       | "Eleven Angry Jurors"                                                    |
| 2005      | ER                                            | Lysander Martin  | "Middleman"                                                              |
| 2006      | The Closer                                    | Elvis Presley    | "Out of Focus"                                                           |
| 2006      | NCIS                                          | Terry Spooner    | "Bloodbath"                                                              |
| 2009      | Medium                                        | Willem Wittmar   | "Pain Killer"                                                            |
| 2009      | Criminal Minds                                | Ray Campion      | "The Performer"                                                          |
| 2009–2011 | Hung                                          | Ronnie Haxon     | Papel recurrente                                                         |
| 2010      | CSI: Crime Scene Investigation                | Craig Lifford    | "Neverland"                                                              |
| 2010      | Justified                                     | Stan Perkins     | "The Lord of War and Thunder"                                            |
| 2010      | Donna's Revenge                               | Dr. Wangland     |                                                                          |
| 2010–11   | Self Storage                                  | Norman / Bernard |                                                                          |
| 2011      | CSI: Miami                                    | Arnold Watkins   | "Hunting Ground"                                                         |
| 2012–13   | Franklin & Bash                               | Robbie Ambriano  | "Strange Brew", "Freck"                                                  |
| 2013      | Grey's Anatomy                                | Stan Grossberg   | "Hard Bargain", "This Is Why We Fight"                                   |
| 2013      | Crossing Lines                                | Gerald Wilhoit   | "Pilot: Parts 1 & 2"                                                     |
| 2014–2016 | Englishman in L.A.                            | William Wily     | "William Wily", "I Think You Should See My Therapist", "A New Beginning" |
| 2015      | Newsreaders                                   | Fitz Bagley      | "A Billionaire Goes to Hell; Sitcom Family"                              |
| 2015      | Rizzoli & Isles                               | Elliot Dutton    | "Face Value"                                                             |
| 2015–2018 | iZombie                                       | Stacey Boss      | Papel recurrente                                                         |
| 2016      | Adoptable                                     | Chaim Getzel     |                                                                          |
| 2017      | Legion                                        | Greek            | "Chapter 2", "Chapter 3"                                                 |
| 2017–2018 | Chicago Med                                   | Stanley Stohl    | Papel recurrente                                                         |
| 2018      | NCIS                                          | Terry Spooner    | "Two Steps Back"                                                         |